# 城东乡 (四平市)
城东乡，是中华人民共和国吉林省四平市铁东区下辖的一个乡镇级行政单位，始建于1984年，2000年与原长发乡合并。全乡下辖8个行政村，58个自然屯。幅员面积74.12平方公里，耕地面积2592公顷，现有农业人口23043人，总户数7390户。

## 概况
城东乡位于四平市区东南郊。辖8个行政村。长大铁路、四梅铁路、102国道、303国道过境。1956年置环城乡，1958年改公社，1984年置城东乡。1996年，面积31平方千米，人口2万人，乡政府驻城区平东大路，辖合力、平东、立业、勤富、房身、一面城、城东7个行政村。2000年，将原长发乡所辖的小塔、河夹信子、下三台、长发、永乐5村划归城东乡管辖。
城东乡下辖以下地区：
一面城村、立业村、房身村、平东村、合力村、小塔子村、永乐村和下三台村。